# Julia Addington
Julia Addington est une élue américaine de l'Iowa née en 1829 à New York et morte le 21 septembre 1875. Elle est la première femme élue à un poste public dans l'Iowa et possiblement la première femme élue à un poste public aux États-Unis,,,.

## Biographie

### Enfance et formations
Julia Addington est née le 13 juin 1829 à New York et morte le 21 septembre 1875. Elle quitte le Wisconsin pour s'installer dans l'Iowa avec sa famille en 1863.

## Carrière
Julia Addington commence sa carrière dans le monde de l'éducation en enseignant à Cedar Falls, à Waterloo, à Des Moines et au Cedar Valley Seminary à Osage. Elle est élue surintendante des écoles du comté de Mitchell en 1869. Elle est surintendante scolaire par intérim juste avant l'élection, terminant le mandat du précédent titulaire de ce poste. Julia Addington est élue en tant que membre de la faction « Bolter » du Parti républicain, qui favorise Mitchell comme siège du comté. Elle reçoit exactement le même nombre de voix que le candidat républicain Milton N. Browne et l'élection est réglée par un tirage au sort. Parce qu'elle est une femme, son élection n'est pas universellement acceptée, même si le procureur général de l'Iowa, Henry O'Connor, juge que son élection était légale puisque la loi n'exigeait pas explicitement qu'un candidat soit un homme. Pendant son mandat, 17 nouvelles écoles sont construites. Elle prend sa retraite pour des raisons de santé en 1871,,,,.
Julia Addington meurt chez elle à Stacyville à l'âge de 46 ans.